# Villa Paulita
La Villa Paulita, també coneguda com a Torre Volart, és un edifici de Puigcerdà (Baixa Cerdanya) inclòs a l'Inventari del Patrimoni Arquitectònic de Catalunya.

## Història
L'edifici original va ser construït el 1884 pel mestre d'obres i propietari Bartomeu Puig com a part de la urbanització Vora l'Estany, promoguda pel farmacèutic barceloní Salvador Andreu.
El 1920, fou adquirida per l'industrial tèxtil barceloní Ramon Volart i Costa i la seva esposa Paula Pich. El 1925, arran del casament de la seva filla Elvira amb Josep Maria Estany, Volart hi va promoure importants reformes. El matrimoni tindria tres fills: Josep Maria, Ramon i Elvira.
Finalment, després de servir de casa d'estiueig per a quatre generacions de la família, ha estat rehabilitada com a hotel, conservant el nom original.

## Descripció
Construcció de planta de creu amb una torre quadrangular, amb els angles en aresta i coberta molt apuntada. L'edifici té planta baixa i dos pisos, mentre que la torre és de quatre plantes. Les obertures verticals ressalten els seus emmarcats.